# Cyrla (Knurów)
Cyrla (821 m) – szczyt w Paśmie Lubania w południowo-wschodniej części Gorców. Znajduje się w grzbiecie oddzielającym doliną Knurowskiego Potoku od doliny jego dopływu wypływającego spod Turkówki. Serpentynami na zachodnim stoku tego grzbietu biegnie droga z Knurowa przez Knurowską Przełęcz, Ochotnicę Górną i Dolną do Tylmanowej.
Szczyt Cyrla jest porośnięty lasem, ale na mapie topograficznej zaznaczone są na jego stokach polany, obecnie już zarosłe lasem. Nazwa pochodzi od słowa „czyrchlić” lub „czerchlić” oznaczającego „obijać korę z drzew”. W gwarze podhalańskiej słowo „cyrhla”, wymawiane także jako „cyrla”, a w pisowni błędnie „cyrchla, cyhrla, cyrla”, oznaczało polanę utworzoną przez cerhlenie. W ten sposób otrzymywali polany Wołosi. Potem kartografowie nazwy niektórych z nich poprzesuwali na sąsiednie szczyty.
Cyrla znajduje się w granicach wsi Knurów w województwie małopolskim, w powiecie nowotarskim, w gminie Nowy Targ.

## Przypisy

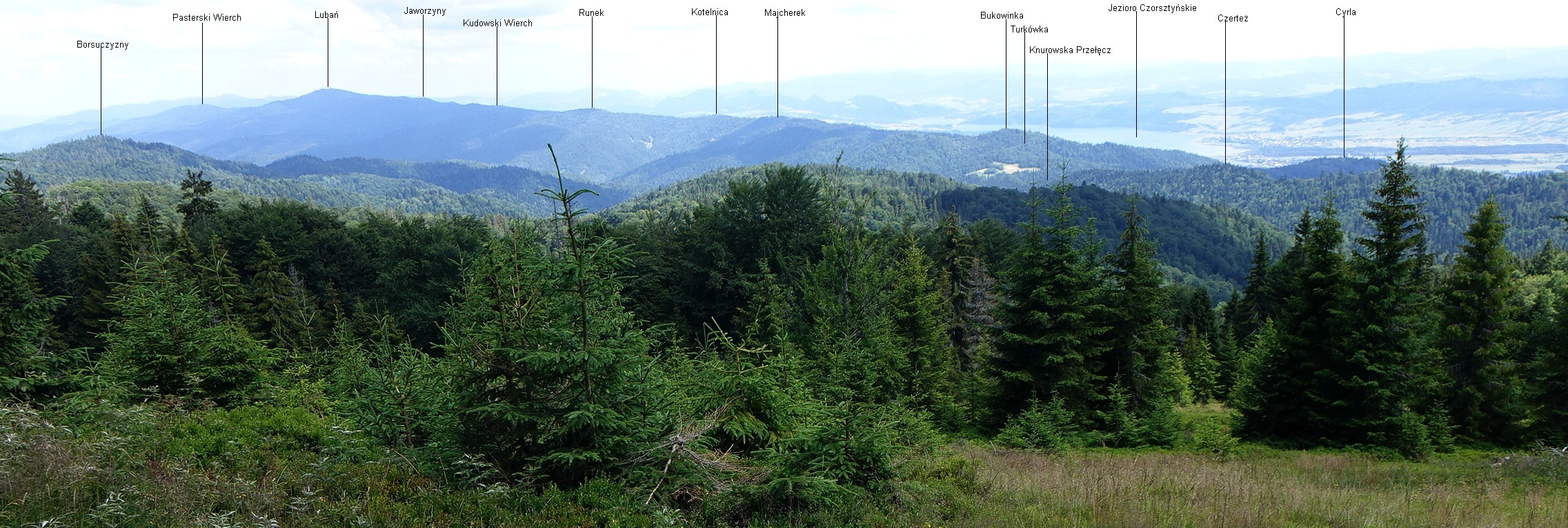
Widok z Zielenicy